# Michael Kauch
Michael Kauch, né le 4 mai 1967 à Dortmund, est un homme politique allemand. Il est membre du Parti libéral-démocrate (FDP). De 1995 à 1999, il est président fédéral des Jeunes Libéraux. De 2003 à 2013, il est membre du Bundestag allemand. Il est député européen de janvier à juillet 2024. Depuis 2013, il est président des Libéraux Gays et Lesbiennes. Depuis 2020, il est le président du groupe FDP/Liste des citoyens au conseil municipal de la ville de Dortmund. Il est également un invité permanent au conseil fédéral du FDP.

## Biographie
Michael Kauch est sans affiliation religieuse. De 1977 à 1986, il fréquente le lycée Helmholtz à Dortmund, puis étudie les sciences économiques et sociales à l'université technique de Dortmund de 1986 à 1993, obtenant son diplôme en économie.
En 1994, il travaille en tant que responsable des relations publiques et de la presse pour le groupe parlementaire du FDP au Landtag de Mecklembourg-Poméranie-Occidentale. De 1995 à 1999, Kauch est d'abord conseiller en politique économique, puis de 1999 à 2003, directeur général de la Fédération des jeunes entrepreneurs.
En juillet 2009, Kauch conclut un partenariat civil avec le spécialiste de l'hôtellerie Henry Patke. En tant que politicien ouvertement homosexuel, Kauch s'est engagé pendant de nombreuses années dans divers projets pour l'égalité des citoyens homosexuels : en tant que membre du conseil de la Fondation fédérale Magnus Hirschfeld, de la Fondation Hirschfeld-Eddy, en tant que membre actif de l'Initiative Queer Nations et en participant à de nombreuses Christopher Street Days, y compris à l'étranger. De 2016 à 2018, Kauch a été président de l'association professionnelle Völklinger Kreis.
Le 22 avril 2013, Kauch annonce sur Facebook qu'il est devenu père d'une fille. Selon ses dires, la mère est également une femme homosexuelle vivant en partenariat civil.
Après son départ du Bundestag, Kauch travaille en tant que consultant indépendant à partir de 2014, principalement pour des entreprises de technologie médicale.

## Carrière politique
Kauch est membre du FDP depuis 1989. De 1990 à 1993, il est vice-président du comité local des Jeunes libéraux à Dortmund et membre du parlement étudiant pour les étudiants libéraux de Dortmund (LSD). De 1993 à 1995, il est vice-président fédéral chargé de la programmation, puis de 1995 à 1999, président fédéral des Jeunes Libéraux.
De 1998 à 2022, il est président du comité local du FDP à Dortmund. Après 24 ans en fonction, il ne cherche pas une réélection en 2022 et propose Nils Mehrer comme son successeur. Il reste membre du comité local en tant que chef de file du FDP au conseil municipal.
De 1995 à 2001, il siège au conseil fédéral des libéraux et est membre de la commission de programme pour l'élaboration du programme de base du FDP, les « principes de Wiesbaden ». À partir de 2001, Kauch dirige le comité fédéral sur les affaires sociales du FDP. De 2011 à 2013, il est de nouveau été membre du conseil fédéral du FDP, et depuis 2017, il y est un invité permanent.
Le 14 juin 2003, Kauch succède au défunt député Jürgen Möllemann au Bundestag, où il siège jusqu'en 2013. En 2005 et 2009, il est élu au Bundestag sur la liste régionale de la Rhénanie-du-Nord-Westphalie du FDP. De 2003 à 2005, il est porte-parole du groupe parlementaire FDP pour le développement durable et le rapporteur de la commission d'enquête « Éthique et droit de la médecine moderne ». À partir de 2005, il est porte-parole du groupe parlementaire FDP pour la politique environnementale, et de 2005 à 2009, il est également porte-parole pour la médecine palliative et les transplantations. Le 12 novembre 2009, Michael Kauch est élu président du groupe de travail V du groupe parlementaire FDP, couvrant les domaines du transport, de la construction, du développement urbain, de l'environnement, de la protection de la nature et de la sécurité nucléaire. De plus, il est le rapporteur du FDP au sein du conseil parlementaire pour le développement durable et membre du conseil parlementaire pour les questions éthiques.
En raison de l'échec de son parti à atteindre le seuil des 5 % lors des élections législatives de 2013, il perd son siège.
Au Parlement européen, il est élu à la huitième place sur la liste du FDP pour les élections européennes de 2019. Initialement, il ne réussit pas à entrer au Parlement, mais le 1er janvier 2024, il remplace Nicola Beer, démissionnaire, comme député.
Le 17 novembre 2013, Kauch est élu président fédéral des Libéraux Gays et Lesbiennes.
Aux élections communales de 2020 en Rhénanie-du-Nord-Westphalie, il est candidat du FDP pour le poste de maire à Dortmund. Depuis novembre 2020, il siège au conseil municipal de cette ville et est président du groupe FDP/Liste des citoyens.